# 佐多 (給油艦)
佐多（さた）は日本海軍の給油艦。知床型の4番艦。鹿児島県の佐多岬より名称が取られる。

## 概要
1921年（大正10年）2月24日に横浜船渠にて竣工し、佐世保鎮守府籍となる。竣工から1937年（昭和12年）までは海外からの重油輸送に従事した。『日本海軍史 第7巻』によると同年8月から9月にかけて佐世保工廠で航空機搭載設備を設置し、特設水上機母艦として特別大演習に参加した。また同年の支那事変（日中戦争）勃発により中国沿岸に進出し、補給任務にあたっている。

### 潜水艦救難
1938年（昭和13年）、潜水艦救難設備が装備されていた工作艦「朝日」が支那事変の戦場に向かったため、「朝日」に代わって潜水艦救難設備が装備され、2度の潜水艦遭難の際にはそれを使って沈没潜水艦の引き揚げを行った。
1度目は「伊63」で、1939年（昭和14年）2月2日に伊予灘で水上で漂泊中に「伊60」に衝突され沈没した。水深が97メートルと深く、また潮流も速いため、潜水夫による作業がほとんど不可能だった。そのために半年以上が経過してようやく船体に索が回された。干満差による海面の昇降とタンクの注排水によって徐々に船体を引き揚げて移動する潮吊り法が使われて、本艦によって沈没潜水艦は浅瀬に移動した。最後はトラス船によって海岸に移動し、遺体収容、事故調査等が行われた。これらの作業に1年ほど掛かった。
2度目は1941年（昭和16年）10月2日に「伊61」が玄界灘で特設砲艦「木曾丸」（大阪商船、703トン）と衝突し、水深65メートルの場所に沈没。掃海によって索を回したところで、12月3日より潮吊り法を用いて引き上げられた。12月26日に水深20メートルの浅瀬まで移動し、その後はトラス船によって1942年（昭和17年）1月20日に浮揚されている。

### 太平洋戦争
太平洋戦争開戦時には佐世保鎮守府付属として、引き続き伊61の引き揚げに従事。1942年2月に海軍省所属となり、サイゴンに進出して航空燃料の輸送任務に従事。ミッドウェー海戦では「鶴見」と共に攻略部隊の補給隊として参加した。以後は各地への燃料輸送に従事。1943年（昭和18年）12月1日以降は連合艦隊付属となる。1944年（昭和19年）2月12日、特設給兵船「日朗丸」（日産汽船、6,534トン）などとともに輸送船団を構成し、駆逐艦「浜波」の護衛を受けてトラックを出港。しかし、2月17日夜にパラオ北方でアメリカ潜水艦サーゴ (USS Sargo, SS-188) の攻撃を受け、後部を深く沈めて航行不能に陥る。「浜波」が警戒し、特設給兵船「新玉丸」（玉井商船、6,783トン）によって曳航され、2月20日にパラオに到着する。修理が行われたが、3月31日に第58任務部隊（マーク・ミッチャー中将）の艦載機によるパラオ大空襲を受けて沈没した。この空襲では、同型艦「石廊」、給油艦「大瀬」なども失われている。
1944年5月10日に除籍された。
1947年5月5日、佐多は浮揚され解体された。

## 特務艦長
※『日本海軍史』第9巻・第10巻の「将官履歴」に基づく。
艤装員長
- 加藤弘三 大佐：1920年12月15日[30] -

特務艦長
- 加藤弘三 大佐：1921年2月24日 - 1921年12月20日[31]
- 古賀琢一 大佐：1921年12月20日[31] - 1921年12月27日[32]
- 谷川清治 大佐：1921年12月27日[32] - 1922年5月15日[33]
- 高崎親輝 大佐：1922年5月15日 - 1922年11月10日
- （兼）橋本才輔 大佐：1922年12月1日 - 1923年4月1日
- 佐藤巳之吉 大佐：1923年4月1日 - 1923年10月15日
- （心得）成富保治 中佐：1923年10月15日[34] - 1924年1月10日[35]
- （心得）吉川真清 中佐：1924年1月10日[35] - 不詳
- 吉川真清 中佐：不詳 - 1924年11月1日[36]
- 長井実 中佐：1924年11月1日 - 1925年12月1日
- 坪井丈左衛門 中佐：1925年12月1日[37] - 1926年2月20日[38]
- 北正一郎 大佐：1928年3月1日[39] - 1928年11月15日[40]
- 武藤浩 中佐：1928年11月15日[40] - 1929年11月1日[41]
- 伊佐卓弥 大佐：不詳 - 1930年12月1日[42]
- （兼）小倉万次郎 大佐：1930年12月1日[42] - 1931年1月15日[43]
- 佐久間敬太郎 中佐：1931年1月15日[43] - 1931年12月1日[44]
- 高橋栄吉 中佐：1931年12月1日[44] - 1932年2月1日[45]
- （兼）谷池三郎 大佐：1932年2月1日[45] - 1932年11月15日[46]
- 稲川与三郎 中佐：1932年11月15日[46] - 1933年11月15日[47]
- 前沢弼治 中佐：1933年11月15日[47] - 1934年10月15日[48]
- 水崎正次郎 中佐：1934年10月15日 - 1935年4月18日
- 一瀬信一 大佐：1935年4月18日 - 1935年10月15日
- 福田貞三郎 中佐：1935年10月15日 - 1936年3月20日
- 池内正方 大佐：1936年3月20日 - 1936年11月2日
- 森国造 中佐：1936年11月2日 - 1937年12月1日
- 石崎昇 大佐：1937年12月1日 - 1938年4月15日
- （兼）西尾秀彦 大佐：1938年12月10日 - 1939年1月28日
- （兼）来島茂雄 大佐：1939年1月28日[49] - 1939年7月1日[50]
- （兼）三浦友三郎 大佐：1939年7月1日 - 1939年9月28日
- 三浦友三郎 大佐：1939年9月28日 - 1940年2月15日
- （兼）難波祐之 大佐：1940年2月15日[51] - 1940年5月15日[52]
- 渋谷清見 中佐：1940年10月15日 - 1941年9月20日
- 草川淳 予備大佐：1941年9月20日 - 1941年10月6日
- 村尾二郎 大佐：1941年10月6日 - 1942年10月1日[要出典]
- 長谷部喜蔵 大佐：1942年10月1日 - 1943年2月1日[要出典]
- 高橋棐 大佐：1943年2月1日[要出典] - 1944年4月15日[53]

## 公試成績
| 実施日       | 種類     | 排水量      | 出力      | 速力         | 場所                   | 備考 | 出典   |
| ------------ | -------- | ----------- | --------- | ------------ | ---------------------- | ---- | ------ |
| 1921年2月1日 | 予行運転 | 7,375英トン | 5,695馬力 | 15.509ノット | 元名、岩井袋間(東京湾) |      | [ 54 ] |